# Río Santa Lucía Chico
El río Santa Lucía Chico es un río de Uruguay que atraviesa el departamento de Florida perteneciente a la cuenca del Plata.
Nace en la cuchilla Santa Lucía, desemboca en el río Santa Lucía tras recorrer alrededor de 105 km.
Atraviesa la ciudad de Florida, que es la capital departamental.
En sus costas se encuentra la Piedra Alta, lugar donde se declaró la independencia de Uruguay.
Sus principales afluentes son el arroyo de Pintado al sur de la capital, el arroyo de Cruz y el arroyo Talita.